# Jean-François Pradeau
Jean-François Pradeau (* 17. Mai 1969) ist ein französischer Philosoph und Philosophiehistoriker auf dem Gebiet der antiken griechischen Philosophie.
Pradeau absolvierte ein Studium an der École normale supérieure de Fontenay-Saint-Cloud. Nach der Agrégation 1991 und der Promotion bei Gilbert Romeyer-Dherbey mit einer Dissertation über den Atlantis-Mythos bei Platon war er zunächst maître de conférence an der Universität Nanterre, bevor er auf eine Professur an der Université Jean-Moulin-Lyon-III berufen wurde.
Er engagierte sich zudem politisch (bei den Wahlen 1997 kandidierte er für Les Verts), war als Politikberater tätig und ist, ausgehend von der antiken Philosophie, im selben Bereich publizistisch aktiv. 
Pradeau arbeitet zum Platonismus, vor allem zu Platon selbst, zu Plotin und zu Porphyrios. Er ist Begründer und Herausgeber der Revue des études platoniciennes.

## Schriften (Auswahl)
- Platon et la cité. PUF, Paris 1997.
  - Englische Übersetzung: Plato and the City. A New Introduction to Plato’s Political Thought. University of Exeter Press, Exeter 2002.
- Le monde de la politique. Sur le récit atlante de Platon. Timée (17a–27b) et Critias. Academia Verlag, Sankt Augustin 1997.
- Le vocabulaire de Platon. En collaboration avec Luc Brisson. Ellipses, Paris 1998.
- Platon. Ellipses, Paris 1999.
- Platon, les formes intelligibles. En collaboration avec Luc Brisson. PUF, Paris 2001.
- Héraclite: Fragments. Flammarion, Paris 2002.
- L’imitation du principe. Plotin et la participation. Vrin, Paris 2003.
- Platon, les démocrates et la démocratie. Essai sur la réception contemporaine de la pensée platonicienne. Bibliopolis, Neapel 2005.
- Dictionnaire Platon. En collaboration avec Luc Brisson. Vrin, Paris 2007.
- Les Lois de Platon. En collaboration avec Luc Brisson. PUF, Paris 2007.
- La communauté des affections. Études sur la pensée éthique et politique de Platon. Vrin, Paris 2008.
- Platon et l’imitation. Aubier, Paris 2009.
- Histoire de la philosophie. Éditions du Seuil, Paris 2009.
- Philosophie antique. PUF, Paris 2010.
- Dans les Tribunes. Éloge du supporter. Les Belles Lettres, Paris 2010.
- Gouverner avec le monde: Réflexions antiques sur la mondialisation. Les Belles Lettres, Paris 2015.
- Sur la route du Front. Réflexions politiques à l’heure des victoires populistes. Les Belles Lettres/Manitoba, Paris 2016.
- Plotin. Cerf, Paris 2019, ISBN 978-2204126533
- Porphyre, Lettre à Marcella. Édition critique, traduction française, introduction et notes par Jean-François Pradeau. (Philosophia antiqua, 169). Brill, Leiden 2023.